# Euploea nesis
Euploea nesis är en fjärilsart som beskrevs av Hans Fruhstorfer 1910. Euploea nesis ingår i släktet Euploea och familjen praktfjärilar. Inga underarter finns listade i Catalogue of Life.